# Колли-Риччи, Луиджи Леонардо
Луиджи Леонардо Антонио Колли-Риччи, маркиз де Фелиццано (итал. Luigi Leonardo Colli-Riccii, marchese di Felizzano; на французский манер: Луи Леонар Антуан де Колли-Риччи; фр. Louis Léonard de Colli-Ricci;  23 марта 1760, Алессандрия, Пьемонт — 31 марта 1806, Алессандрия, Пьемонт) — франко-итальянский военачальник, дивизионный генерал (1802).

## Биография
Родился в 1760 (по другим данным — в 1757 году) в аристократической семье в городе Алессандрия поблизости от Турина, входившем в состав Сардинского королевства. 
С раннего возраста служил в сардинской армии, к 1794 году имел чин подполковника. 
С 1792 по 1796 год сражался против революционной Франции в составе сардинской армии под командованием генерала Колли-Марки (с которым его часто путают). Был ранен, награждён орденом Святых Маврикия и Лазаря и произведён в полковники. После того, как король Сардинии Карл Эммануил IV вынужден был в 1798 году уступить свои владения на континенте Франции (оставив за собой только сам остров Сардиния), поступил на французскую службу.
Получив чин бригадного генерала, в 1799 году служил во французской Итальянской армии под командованием генералов Жубера и Моро и участвовал в боевых действиях против русских войск Суворова. При отступлении французских войск после битвы при Нови, получил три штыковых ранения и был взят в плен австрийскими солдатами. В плену находился в Венгрии, но уже в 1800 был обменян и вернулся на театр военных действий. 
Получил под своё командование пехотную бригаду в дивизии Луазона, отличился в битве на реке Минчо. Был произведён в дивизионные генералы (1802). Комендант Бастии (1803). В 1804 году был награждён орденом Почётного легиона (относительно степени имеются разночтения). В 1805 году был освобождён от занимаемой должности и в следующем году уволен в отставку из-за личных разногласий с Наполеоном. Скончался на родине в 1809 году. 
Имя генерала высечено на южной стороне парижской Триумфальной Арки.